# Heinrich Callisen
Heinrich Callisen, född Hinrich Callisen 1 maj 1740 i Preetz i Holsten, död 5 februari 1824 i Köpenhamn, var en dansk kirurg, farbror till Adolph Callisen.
Callisen studerade kirurgi i Köpenhamn, med särskilt stöd av generaldirektören för kirurgin, Simon Crüger, som satte honom i lära hos regementsfältskären Spierling, som senare blev den förste överkirurgen vid Frederiks Hospital. År 1758 blev Callisen barberarsven, assisterade under ett år kirurgen i Esbønderup på norra Själland, blev därpå kompanikirurg under Spierling, men tog efter ett års tid avsked, då han hotades med prygel för ordervägran. Han var därefter i ett par år överkirurg på olika örlogsfartyg. År 1762 blev han "pensionär" vid Theatrum anatomico-chirurgicum och reservkirurg vid Frederiks Hospital. År 1764 tog han kirurgisk examen och 1767 medicinsk examen vid Köpenhamns universitet, varpå han med kungligt understöd företog studieresor i Frankrike och England. Då han 1771 utnämndes till överkirurg vid marinsjukhuset och marinens andra division, återvände han hem. År 1772 disputerade han för medicine doktorsgraden, och året därpå blev han oavlönad professor i kirurgi vid universitetet, men med löfte om att få efterträda generaldirektören för kirurgin, Wilhelm Hennings, då den kirurgiska läroanstalten vid dennes död skulle förenas med universitetet. Det utbröt en livlig strid, i vilken kirurgerna motsatte sig denna sammanslagning, och kom att segra, då läroanstalten 1785 istället ombildades till en kirurgisk akademi. År 1791 blev Callisen lärare vid denna akademi och efterträdde Hennings vid dennes död 1794, varpå han utträdde ur den medicinska fakulteten. Han ägnade sig därefter åt docent- och författarverksamhet och vann stort erkännande.
Callisen var en framstående författare; för eftervärlden är han främst känd för sina böcker på hygienens område, då hans Fysisk-medicinske betragtninger over Kjøbenhavn (två delar, 1807-09) är en huvudkälla angående stadens hygien på denna tid och tidigare. Hans doktorsavhandling är ett välgjort arbete om skeppshygien: De præsidii classis regiæ sanitatem tuendi methodo (1772). För dåtiden var han särskilt känd som kirurgisk författare, då hans lärobok, som utkom i större och större upplagor, översattes på olika språk: Institutiones chirurgiæ hodiernæ (1776), Principia systematis chirurgiæ hodiernæ (två delar, 1788-90), Systema chirurgiæ hodiernæ (två delar, 1797-1800, ny upplaga 1815-17). Denna bok, som gav honom så stort anseende, att han 1787 erbjöds en professur i Berlin, blev både rosad och skarpt kritiserad.
Anledningen till detta är att den inte är skriven för kirurger, utan för läkare, vilket dels framgår av, att den är skriven på latin, ett språk kirurgerna inte förstod, dels för Callisens egen beteckning på den första upplagan. Eftersom det krävdes vissa kunskaper i teoretisk kirurgi av medicinarna vid universitetet, var det mycket välkommet att få en välskriven, kortfattad lärobok, ett kompendium, som Callisen själv kallar den. Däremot finns det inget nytt i boken, och den står som lärobok för kirurger långt efter andra samtida. Då han var inblandad i striden om inrättandet av den kirurgiska akademin, påvisades det att betydande delar av den första upplagan var så gott som ordagrant avskrivna efter föreläsningar av hans lärare, Christian Johan Berger. De senare upplagorna var långt utförligare och utmärker sig likaledes för den klara framställningen.
Att Callisen var en mycket begåvad och energisk man är det inte något tvivel om; men det är mycket som talar för, att han var en intrigant person, och att kirurgerna i sina häftiga angrepp på honom inte hade alldeles fel, även om de i stridens hetta överdrev. Otvivelaktigt var han även en utmärkt lärare, som kunde uttrycka sig klarhet på god latin. Som praktisk kirurg har han kraftigt överskattats och det är tämligen oberättigat som han kallats "den danska kirurgins fader".

## Utmärkelser
- Riddare av Dannebrogorden,  1809[5]
- Kommendör av Dannebrogorden,  1813[5]

[Redigera Wikidata]